# Travnik
Travnik (no alfabeto cirílico: Травник) é uma cidade e município situados na Bósnia e Herzegovina central, 90 quilômetros a oeste de Sarajevo. É a capital do cantão da Bósnia Central e tem hoje 27 mil habitantes na cidade, mais cerca de 43 mil no resto do município. É muito conhecida por ter sido a capital dos governadores da Bósnia de 1697 a 1850, apresentando hoje uma significativa herança cultural dessa época.

## Geografia
Travnik fica nas proximidades do Centro Geográfico da Bósnia e Herzegovina, nas coordenadas 44° 14′ N, 17° 40′ L. O Rio Lašva cruza a cidade de oeste para leste, indo até o Rio Bosna. A cidade está construída no largo vale do rio Lašva, que conecta o vale do Bosna (a leste) com o vale do Rio Vrbas (a oeste).
Travnik está 514 metros acima do nível do mar e as suas principais paisagens geográficas são as montanhas Vilenica e Vlašić. Vlašić, assim chamadas por causa dos Vlachs, uma das mais altas montanhas do país, com os seus 1933 metros.

## Clima
Travnik apresenta Clima continental, situando-se entre o Mar Adriático, ao sul, e a Panónia, ao norte. A temperatura média no verão é de 18,2 °C, no inverno a média é de 0.5 °C. Na cidade neva todos os anos.

## História
Embora haja evidências de assentamentos humanos na região desde a Era do Bronze, a real história de Travnik iniciou-se nos primeiro séculos da era cristã. Dessa época, há muitos vestígios da presença do Império Romano, como túmulos, fortificações e outras estruturas, antigas basílicas cristãs, etc. Na própria cidade, foram encontradas placas e moedas romanas. Algumas inscrições indicam que houve forte ligação da área dessa cidade com a conhecida colónia romana da actual  Zenica, 30 km distante.
Na Idade Média, a área de Travnik era a província  župa Lašva do reino da Bósnia. A primeira menção da região vem de Bela IV da Hungria, em 1244. Travnik era uma de um grande número de cidades fortificadas da região, com sua fortaleza Kaštel se tornado no setor antigo da cidade de hoje. A cidade é também mencionada pelos Otomanos, quando da conquista da vizinha  Jajce.
Com a conquista da cidade pelo Império Otomano, muito da população local se converteu ao Islamismo. A cidade cresceu rapidamente e se tornou um dos principais assentamentos da região, as autoridades construíram Mesquitas, Praças de Mercado e outras infra-estruturas. Em 1699, quando Sarajevo foi atacada por tropas do Marechal de Campo e Príncipa Eugênio de Savoia, Travnik passou a ser a capital da "Província da Bósnia" do Império Otomano e residência dos Vizires Bósnios. A cidade foi um importante centro governamental de toda a fronteira oeste do Império e Consulados foram aí estabelecidos pelos governos da França e da Áustria-Hungria.
O domínio Austríaco, no século XIX e início do século XX, trouxe a "ocidentalização" e indústrias para a cidade, mas também causou a gradual redução da sua importância. Enquanto cidades como Banja Luka, Sarajevo, Tuzla e Zenica cresceram rapidamente, Travnik quase nada mudou e em 1991 havia ali apenas cerca de 30 mil habitantes, com 70 mil em todo o município.
Durante a Guerra da Bósnia, a própria cidade não foi muito danificada pelo conflito com as forças sérvias, mas a área sofreu com o conflito armado entre os Bósnios locais e as facções croatas, antes da assinatura do Acordo de Washington. Com o fim da guerra, Travnik passou a ser a capital do Cantão da Bósnia Central.

## Governo
Na Bósnia e Herzegovina, pouquíssimas cidades têm realmente o que se possa chamar de "governo municipal". Em lugar, as municipalidades são essencialmente baseadas de chefia de localidade para chefia de legalidade. Assim, embora Travnik não tenha realmente um governo de cidade propriamente dito, é uma parte de uma "Municipalidade Travnik", a qual para todos os efeitos práticos é "de facto" um governo municipal, uma vez que a sua área de jurisdição cobre a própria Travnik e as vilas e pequenas localidades anexas. Uma excepção a essa regra, são as cidades que cobrem mais de uma municipalidade (como exemplo, Sarajevo).
Além de ser o óbvio centro do governo da municipalidade, a cidade de Travnik é também a capital do Cantão da Bósnia Central, um dos dez Cantões do país. O prefeito, em 2010, era Tahir Lendo (2009) e a municipalidade tem vários escritórios para administrar a região, desde aquele para urbanização e construção até ao que trata dos refugiados e das pessoas transferidas das suas casas.

## Economia
A economia de Travnik, que nunca foi de desempenho extraordinário, sofreu muito durante a guerra do início dos anos 90. Em 1981 a Renda per capita da municipalidade era 63% da média da Iugoslávia. Hoje a renda é relativamente menor e região vive de actividades rurais, tais como agricultura e pecuária. Como economia urbana, há diversas pequenas indústrias produzindo desde fósforos até móveis, passando por indústrias alimentícias, principalmente com base em carnes e no leite.

## Cultura
Travnik tem uma boa bagagem cultural, principalmente datando da época em que era uma sede local de governo do Império Otomano. Travnik tem um distrito central da cidade antiga, com vestígios do período anterior à independência da Bósnia ocorrida na primeira metade do século XV. Há muitas Mesquitas e Igrejas católicas de origem Croata, túmulos de importantes personagens, obras arquitectónicas da era Otomana. O Museu da cidade, construído em 1950, é uma das mais impressionantes instituições culturais da região. Travnik também ganhou fama por pessoas importantes que aí nasceram ou nela viveram:
- o mais importante, o escritor Ivo Andrić, Prêmio Nobel de Literatura de 1961.
- Miroslav Blažević, treinador da seleção de futebol da Croácia, terceira colocada na Copa do Mundo de 1998 na França.
- Josip Pejaković (ator), Seid Memić Vajta (cantor pop), Josip Pavic (ator do Teatro Nacional da Croácia - N.1887, m.1936)
- Adriano Strack - Jogador brasileiro que foi destaque na temporada 2014-2015 atuando pela equipe da cidade NK TRAVNIK

## Turismo
Como muitas das cidades Bósnias, o turismo de Travnik é muito baseado na história local e na sua geografia. A montanha Vlašić, um dos maiores picos da Bósnia e Herzegovina, é um excelente local para esportes com ski, trekking, trenó, etc. Como o turismo não é muito significativo na cidade, essas atrações de montanha são as mais procuradas pelos visitantes.
A cidade tem algo de interesse nos muitos edifícios antigos datando do período Otomano que ainda estão em boas condições, como mesquitas, residências de estilo oriental, fontes e torres de relógios (Travnik é a única cidade do país que tem duas dessas construções). A cidade velha data do século XV, sendo um dos pontos mais acessados e populares da área urbana.

## Demografia

### 1971
55.822 total
- Muçulmanos - 24.480 (43,85%)
- Croatas - 22.645 (40,56%)
- Sérvios - 7.554 (13,53%)
- Iugoslavos - 626 (1,12%)
- outros - 517 (0,94%)

### 1991
Há raras estatísticas sobre Travnik. de acordo com o Censo iugoslavo de 1991, a população´era 70.747 habitantes. Desses, 45% (31.813) eram Bósnios, 37% (26.118) eram Croatas, 11% (7.777) eram Sérvios e 7% (5.039) eram de outras etnias. Na área urbana, a população era maioriamente croata.
| Localidade   | Bósnios | Servios | Croatas | Iugoslavos | Outros | Total | B%  | S%  | C%  | Y%  | O% |
| ------------ | ------- | ------- | ------- | ---------- | ------ | ----- | --- | --- | --- | --- | -- |
| Bojna        | 0       | 1       | 94      | 5          | 0      | 100   | 0%  | 1%  | 94% | 5%  | 0% |
| Centar       | 4166    | 1367    | 2300    | 1736       | 391    | 9960  | 42% | 14% | 23% | 17% | 4% |
| Gornji Dolac | 647     | 31      | 976     | 93         | 47     | 1794  | 36% | 2%  | 54% | 5%  | 3% |
| Kalibunar    | 1516    | 556     | 3173    | 770        | 112    | 6127  | 25% | 9%  | 52% | 13% | 2% |
| Pirota       | 216     | 135     | 1225    | 92         | 80     | 1748  | 12% | 8%  | 70% | 5%  | 5% |
| Stari Grad   | 1024    | 36      | 77      | 122        | 50     | 1309  | 78% | 3%  | 6%  | 9%  | 4% |

Os Croatas eram 37,29% da população urbana, Bósnios 35,98%, Sérvios 10,11%, Iugoslavos 13,4%, outros 3,22%.
Croatas são maioria em Bojna, Gornji DOlac, Kalibunar e Poirota, Bósnios dominavam em Centar e Stari grad (cidade velha).

### 1997
Após a Guerra da Bósnia, houve grandes alterações na população, com a possível limpeza ética ocorrida na região. Milhares de Croatas e Sérvios deixaram a área, enquanto milhares de refugiados Bósnios voltaram para a área. Em dezembro de 1997, a população era de 59.367 pessoas. Desses 48,861 eram Bósnios (82%), 539 Sérvios (1%), 9.144 Croatas (15%), sendo 823 (1,4%) de outras etnias.

### 2004
Os percentuais são estimativas. Assume-se que desde 1997, a combinação de refugiados que retornaram com uma estabilidade nos nascimentos fez com que a população voltasse a crescer, chegando a cerca de 70 mil. Na cidade propriamente dita, as organizações internacionais estimavam que em 2004 houvesse ali cerca de 26,5 mil pessoas.

### 2005
Em 2005, a maioria (86%) dos habitantes da municipalidade de Travnik eram Bósnio étnicos, sendo os demais 14% Croatas.

## Cidades irmãs
- Alemanha Leipzig, Alemanha
- Sérvia Kruševac, Sérvia

## Diversos
O Prêmio Nobel de Literatura de 1961, Ivo Andrić, nasceu  em Travnik em 10 de setembro de 1892; um de seus trabalhos mais populares é Travnička hronika ("As Crônicas de Travnik" 1945, traduzida com "Os dias dos Cônsules" ou "Crônicas Bósnias"), que se passa na cidade. O cão da raça "Tornjak Bósnio", uma das duas maiores raças do país e símbolo do país, teve origem nas montanhas Vlašić. O time local de Futebol é o NK Travnik, fundado em 1922.

## Fotos

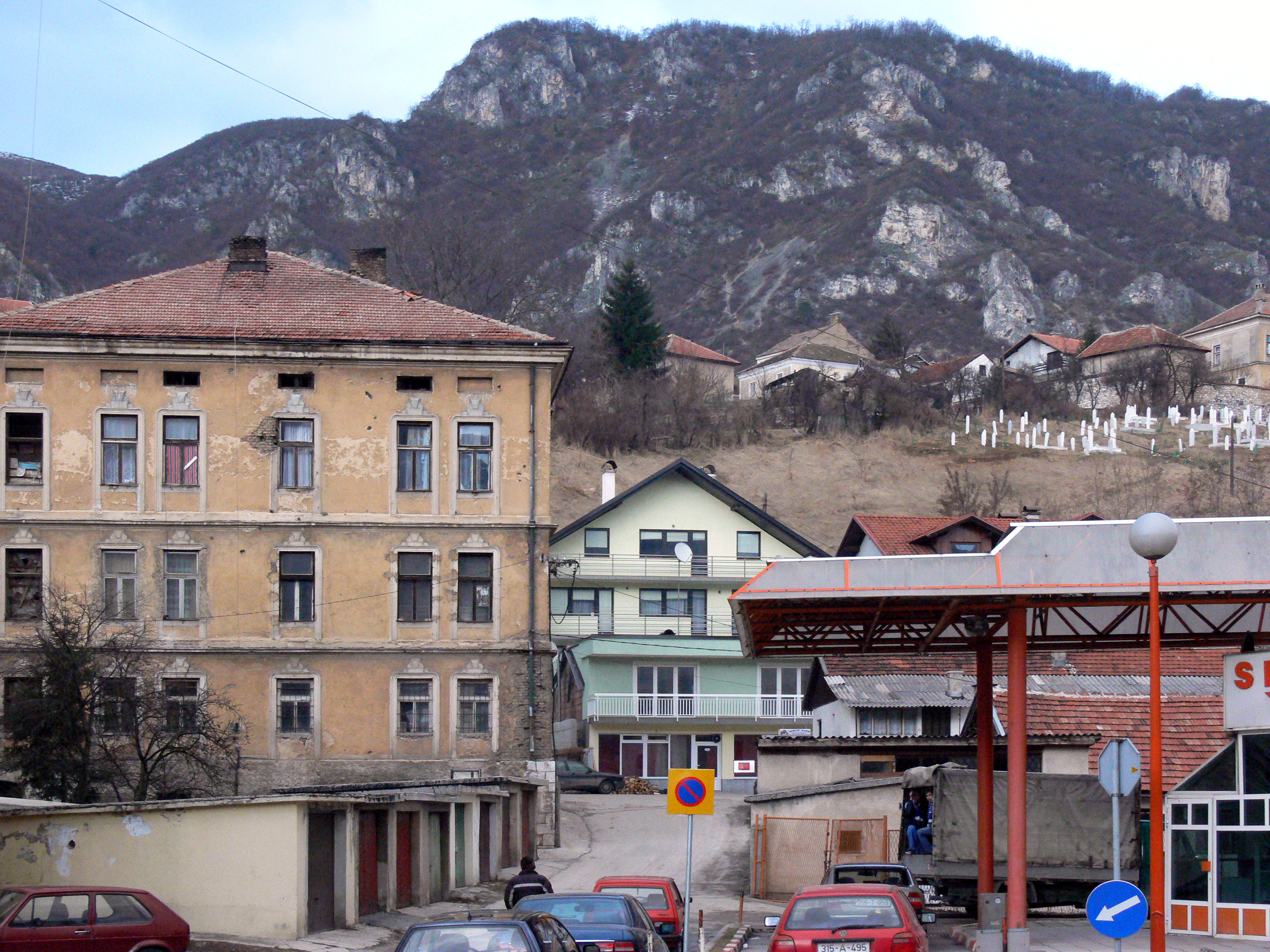
Travnik.
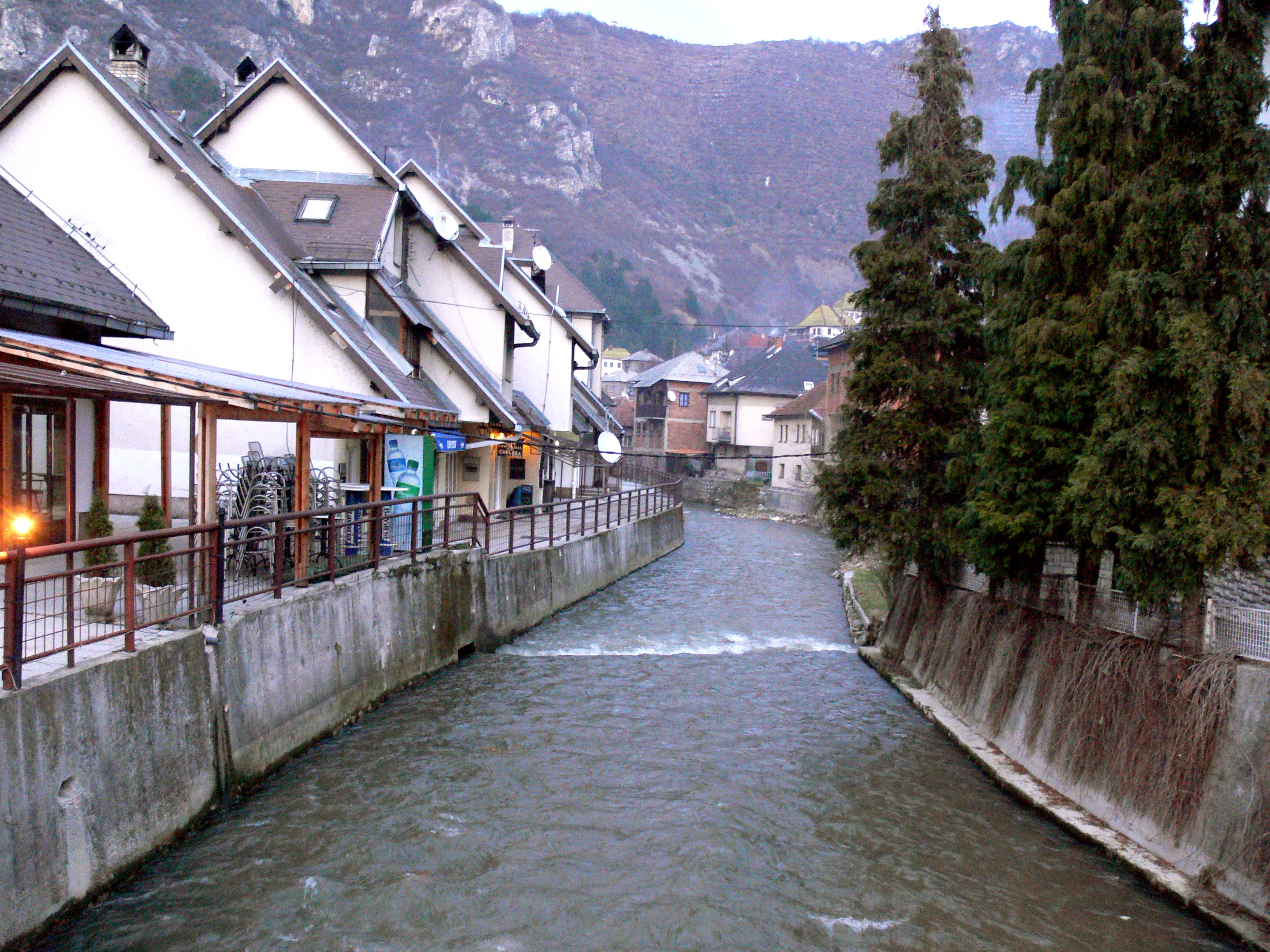
Travnik.
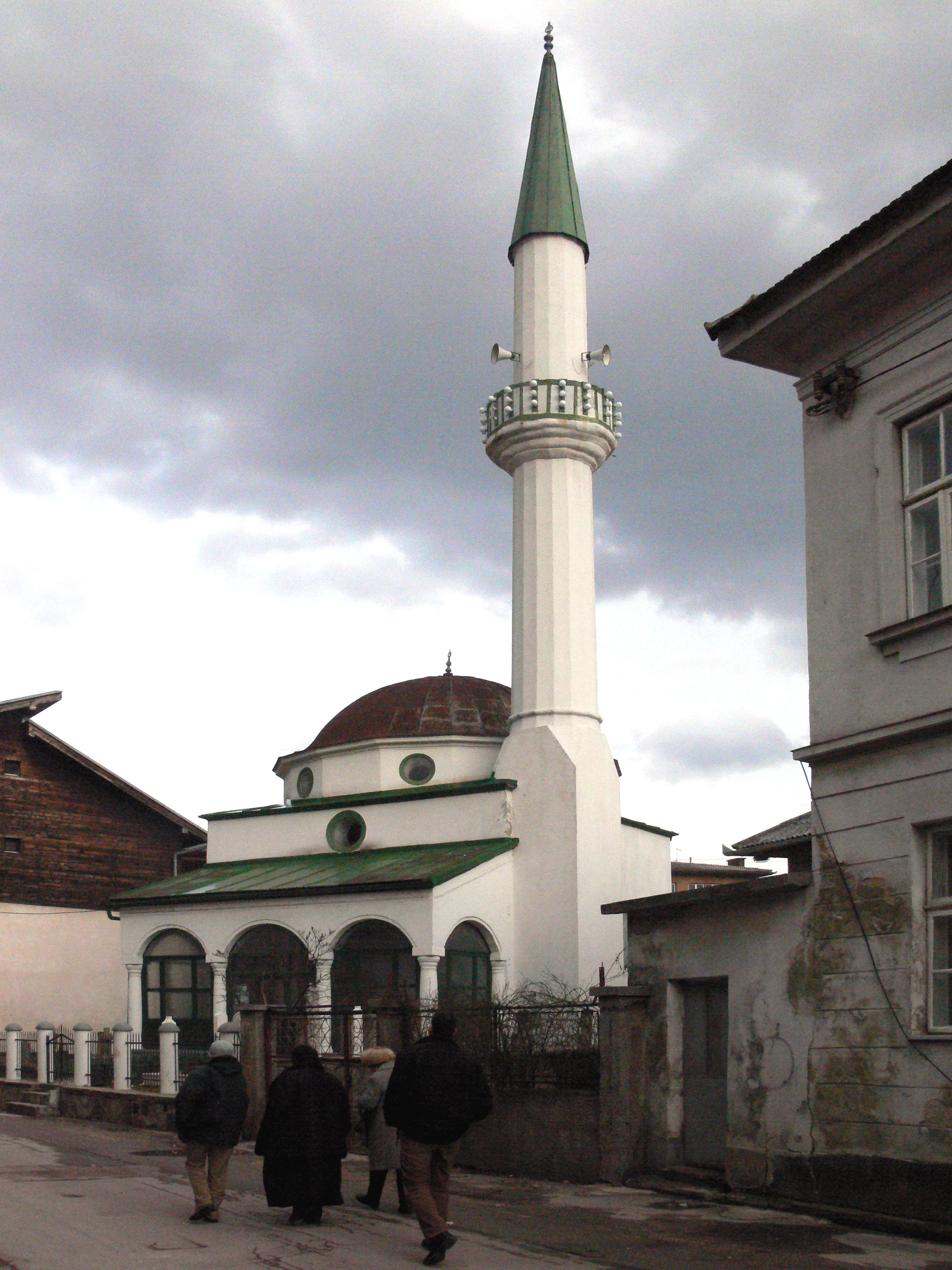
Mesquita em Travnik
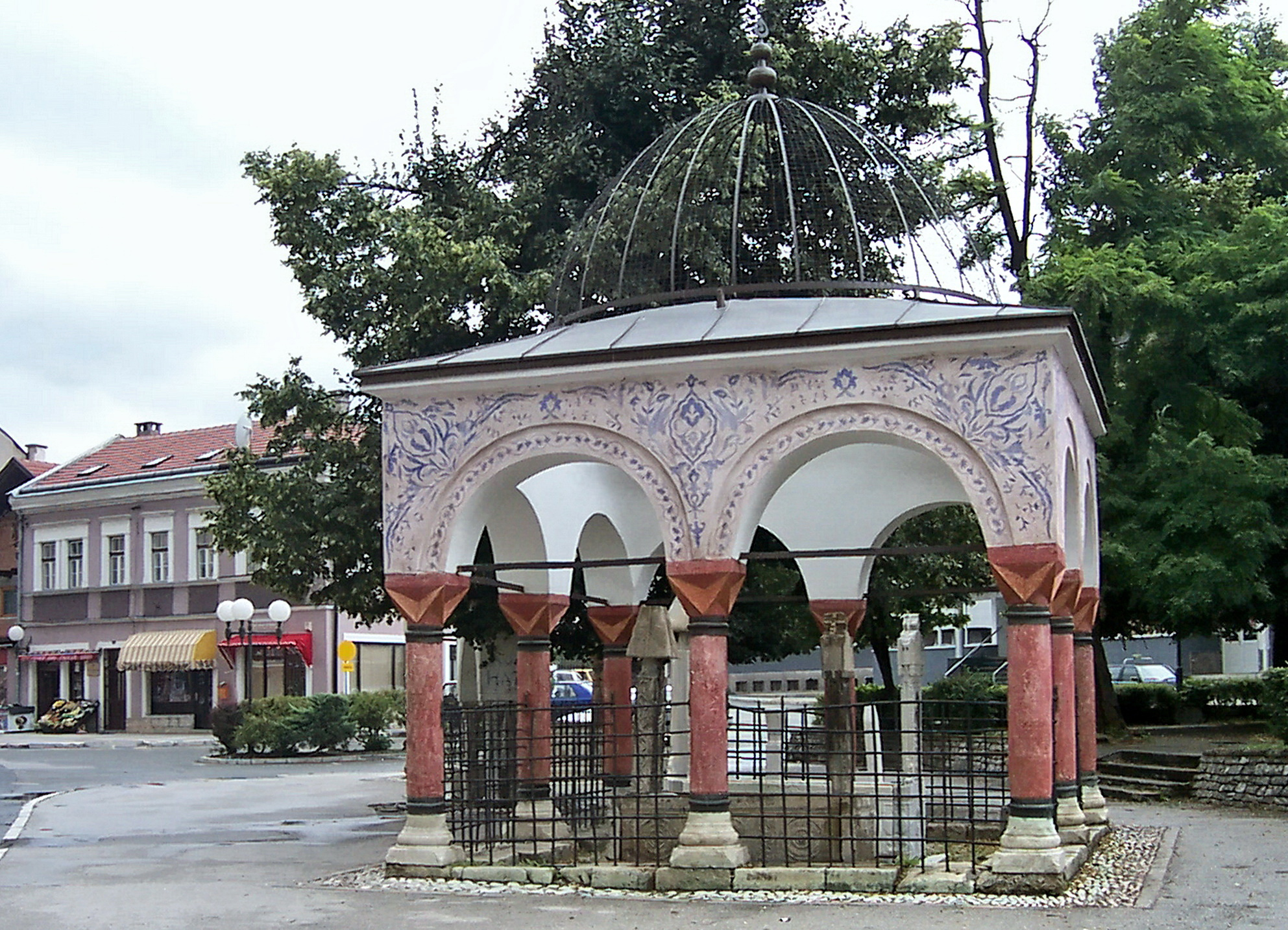
Túmulo de Vizier em Travnik.
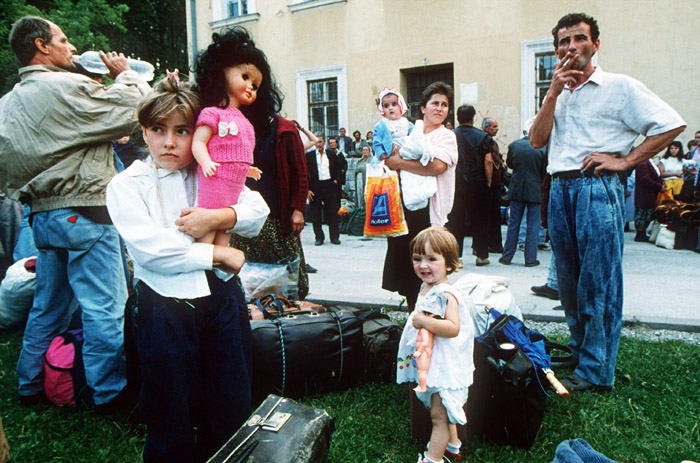
Refugiados em Travnik, 1992-1993. Foto - Mikhail Evstafiev
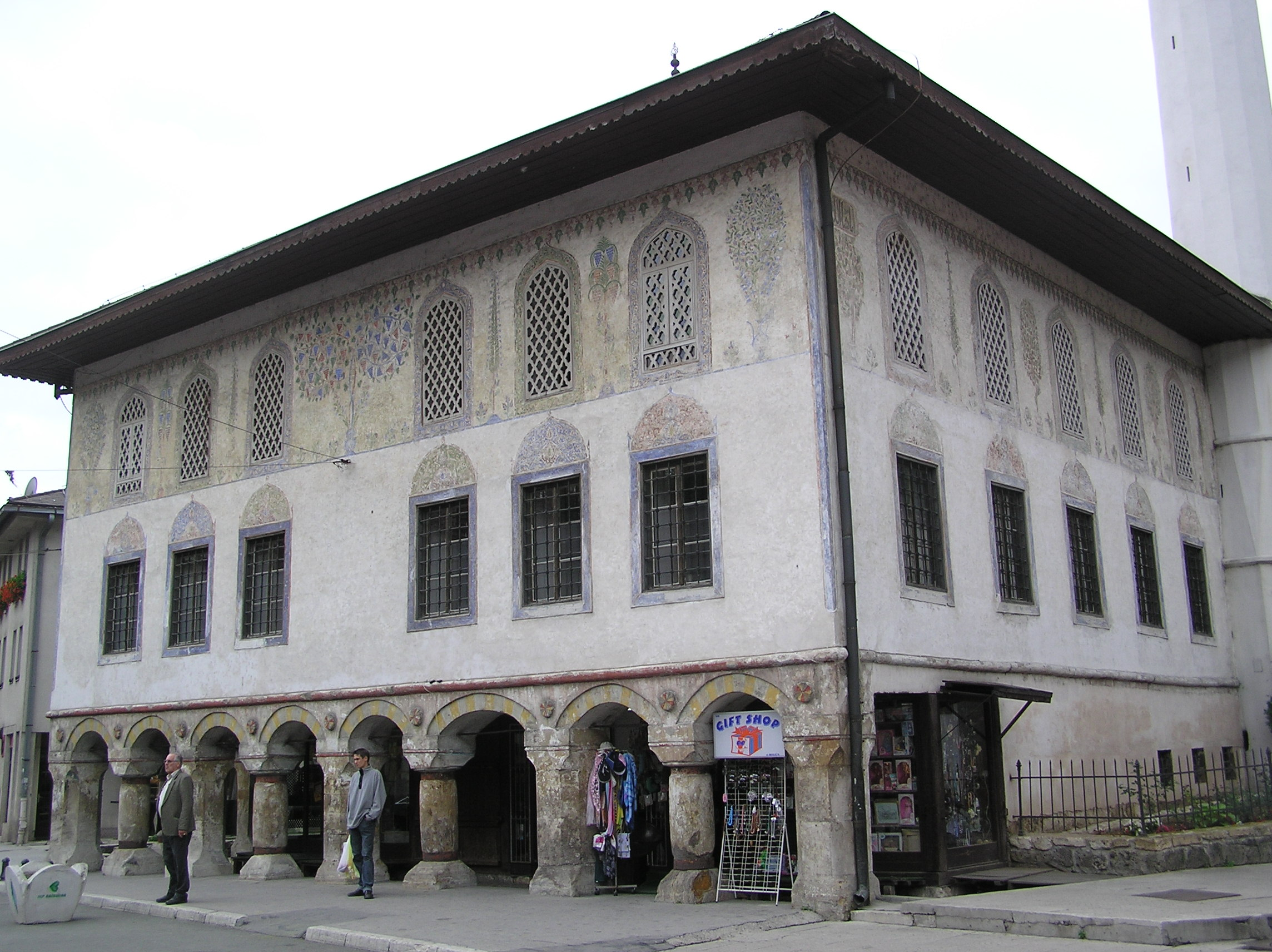
Mesquita Suleimania
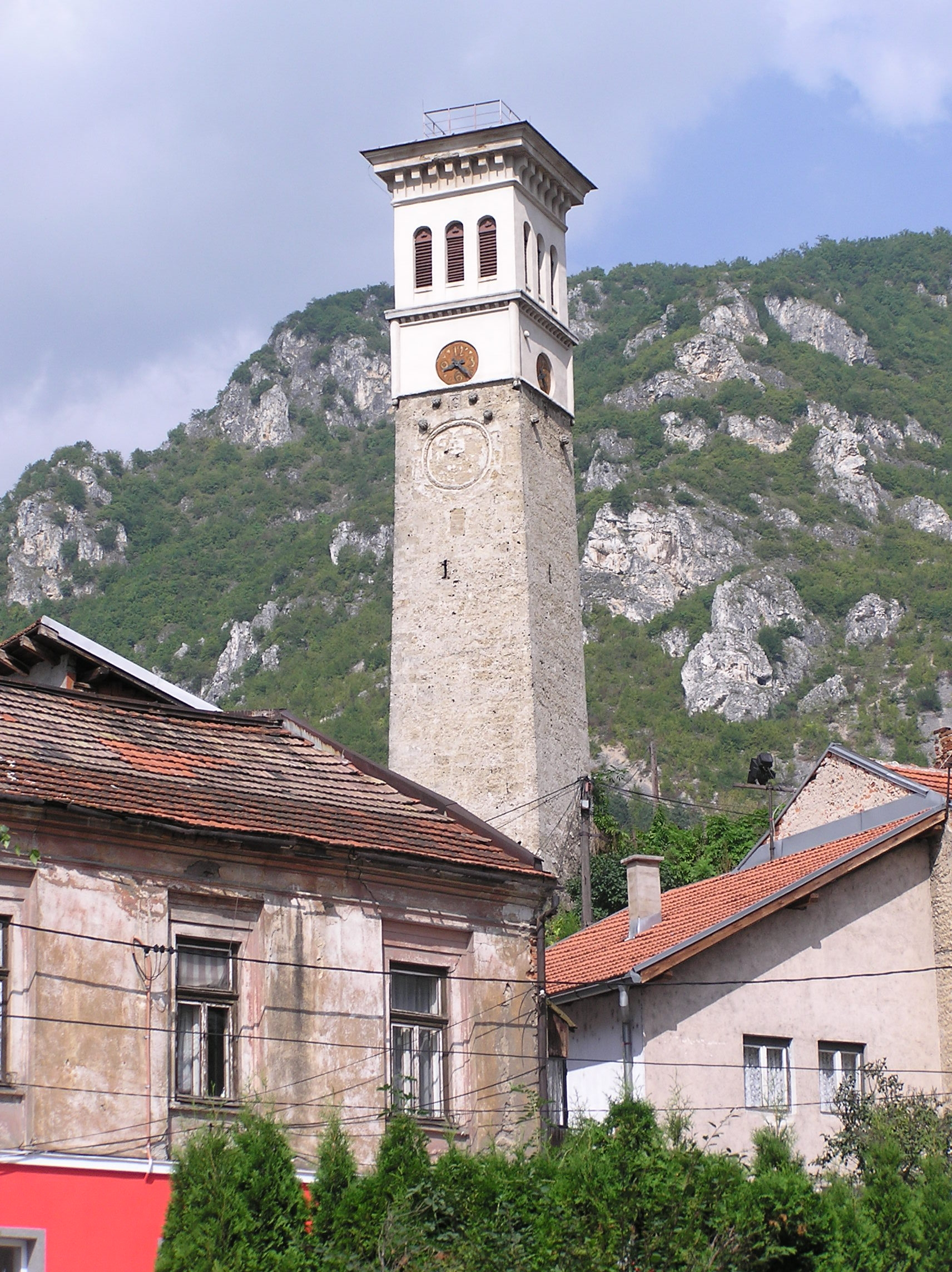
Sahat Kule, Torre do Relógio
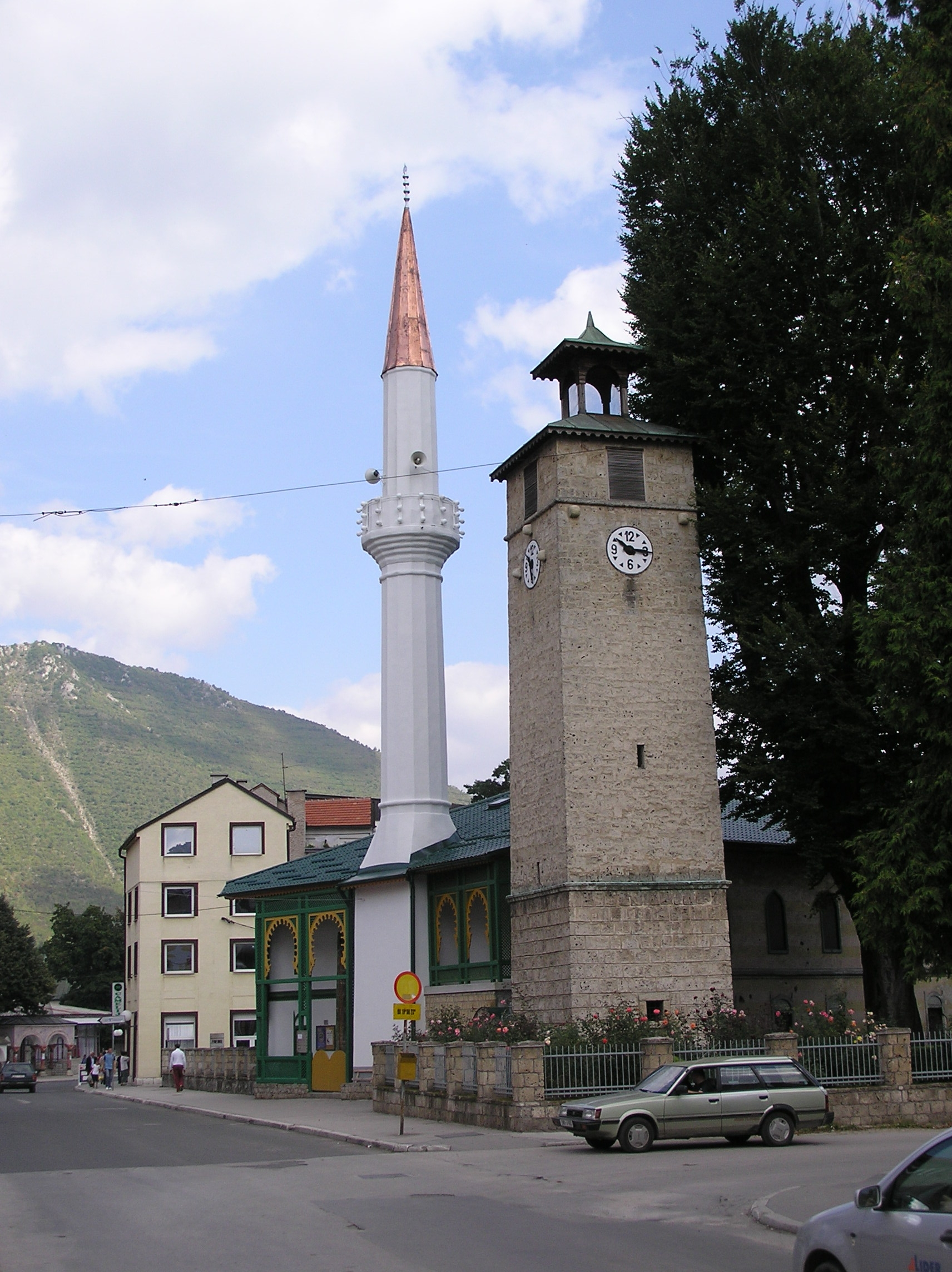
outra Torre do Relógio
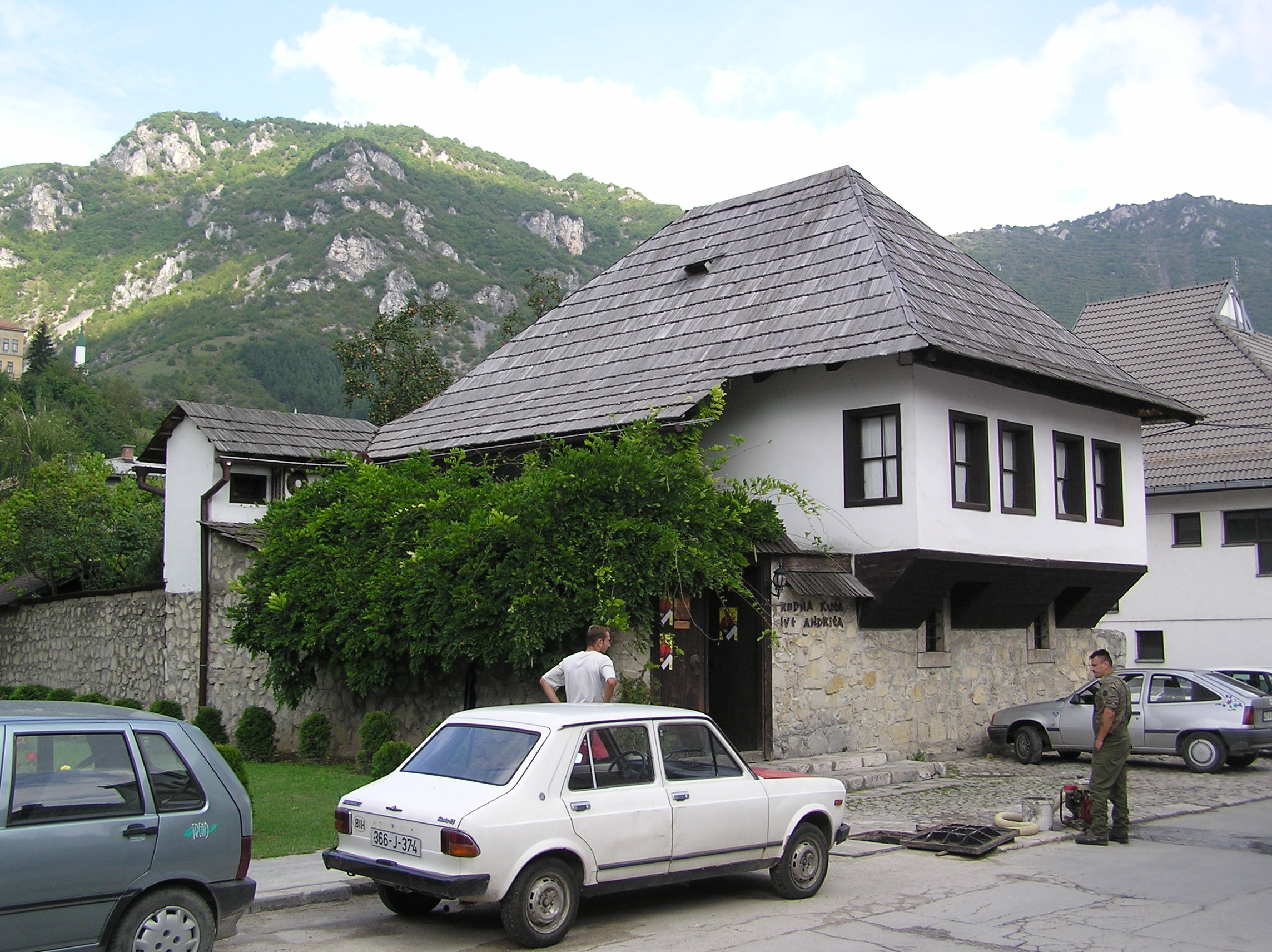
Ivo Andric House
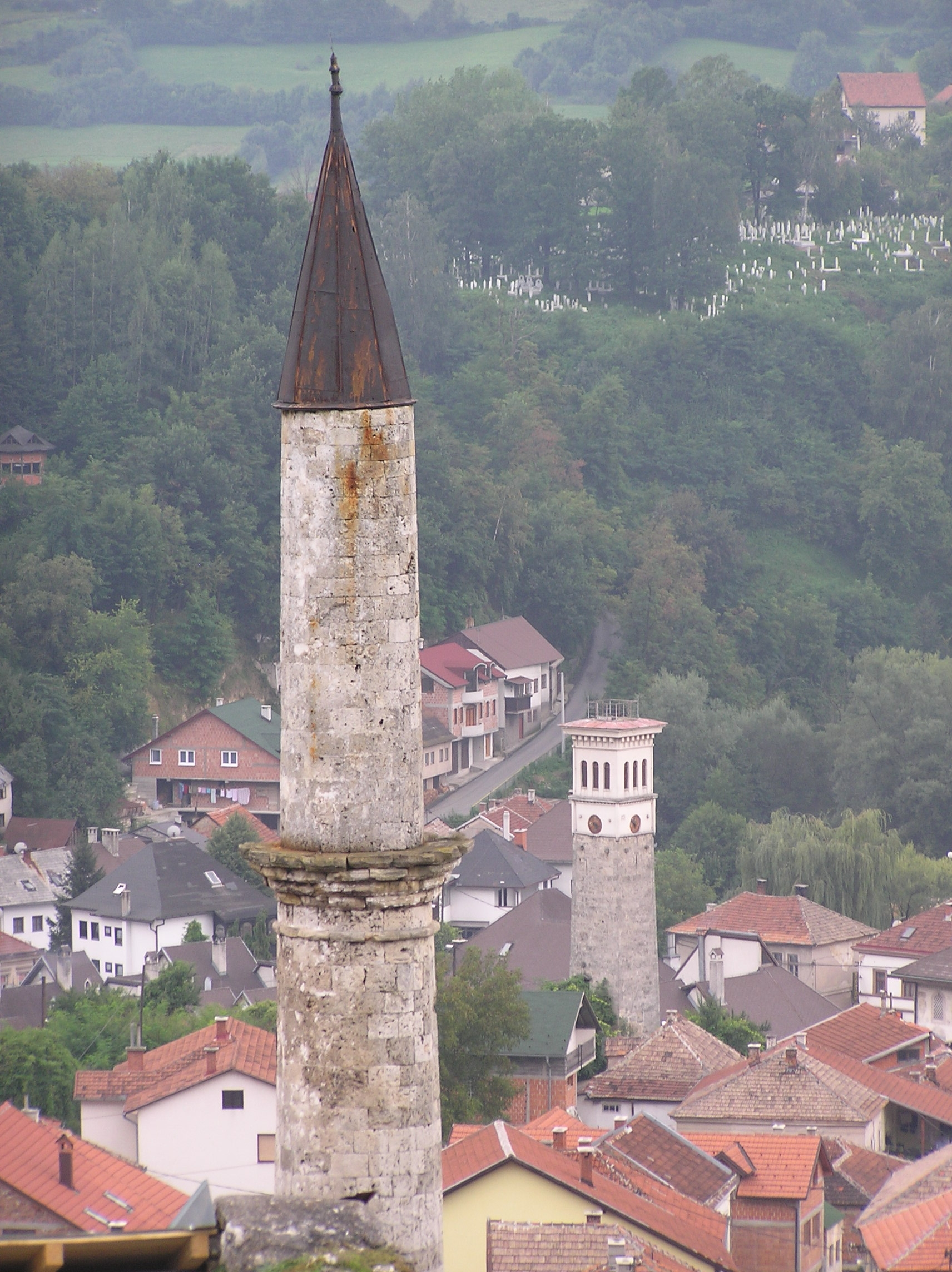
Vista do Castelo de Travnik
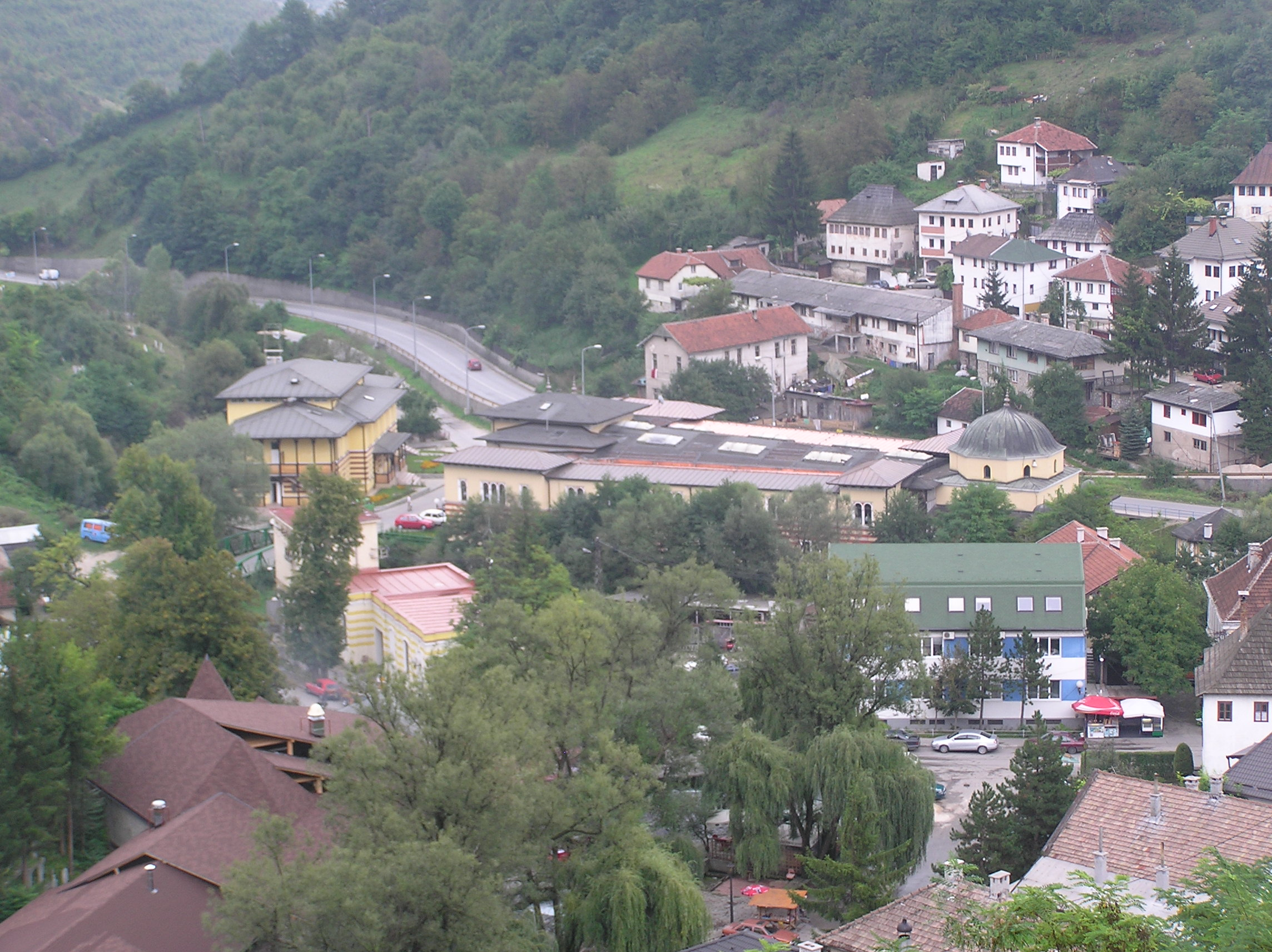
Entrada de Travnik
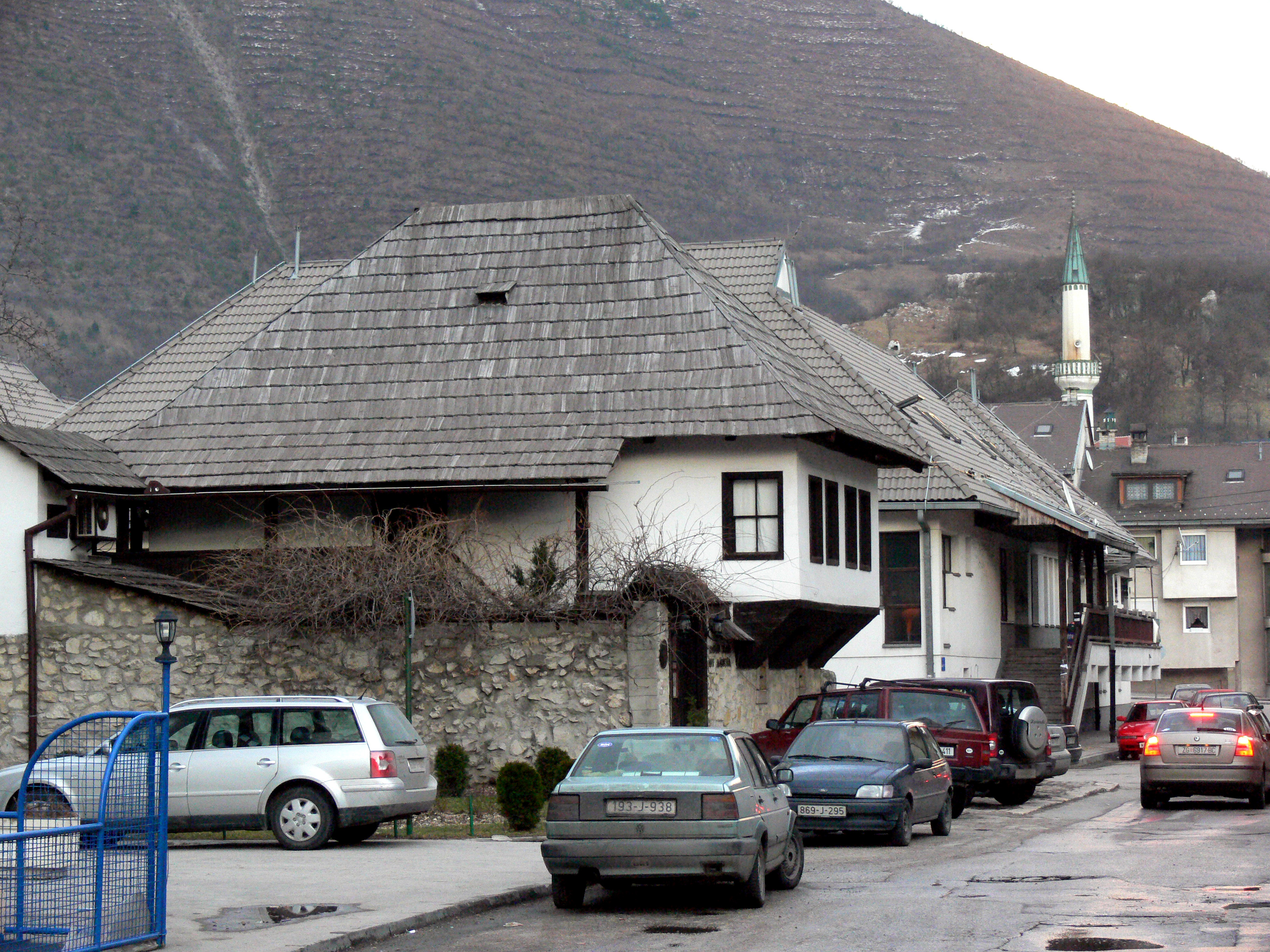
Casa onde nasceu Ivo Andrić
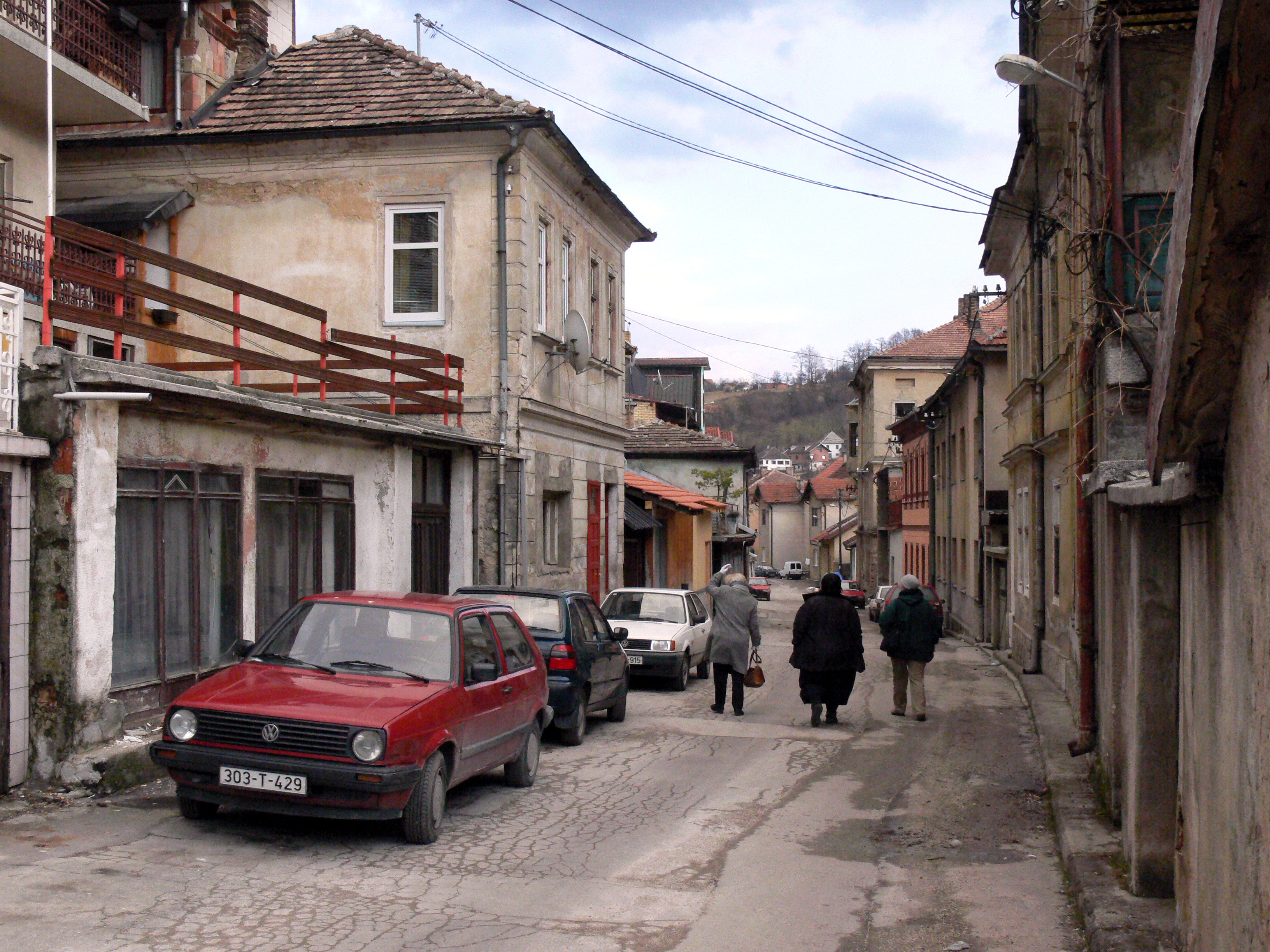
Poturmahala.
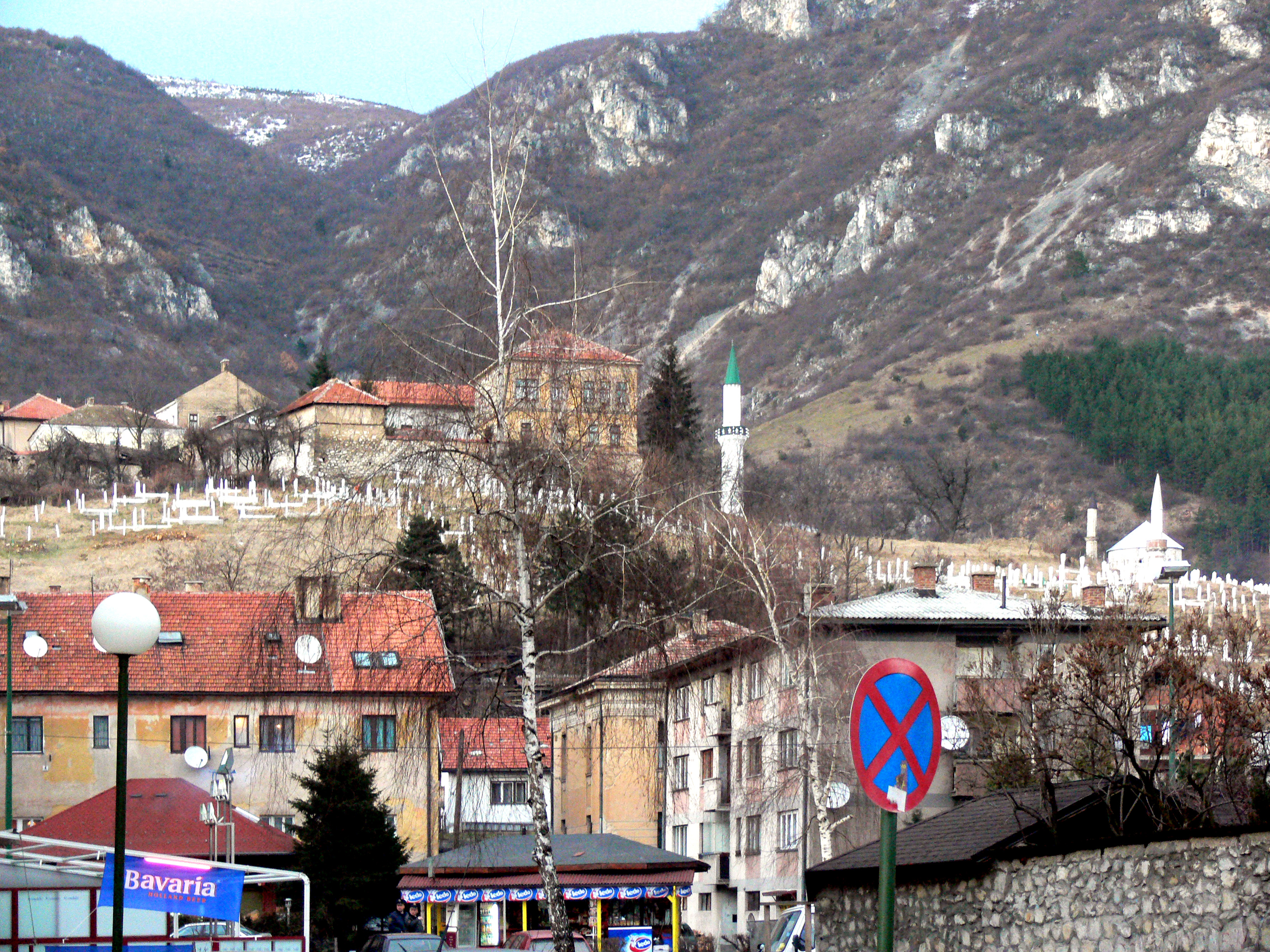
Cidade velha
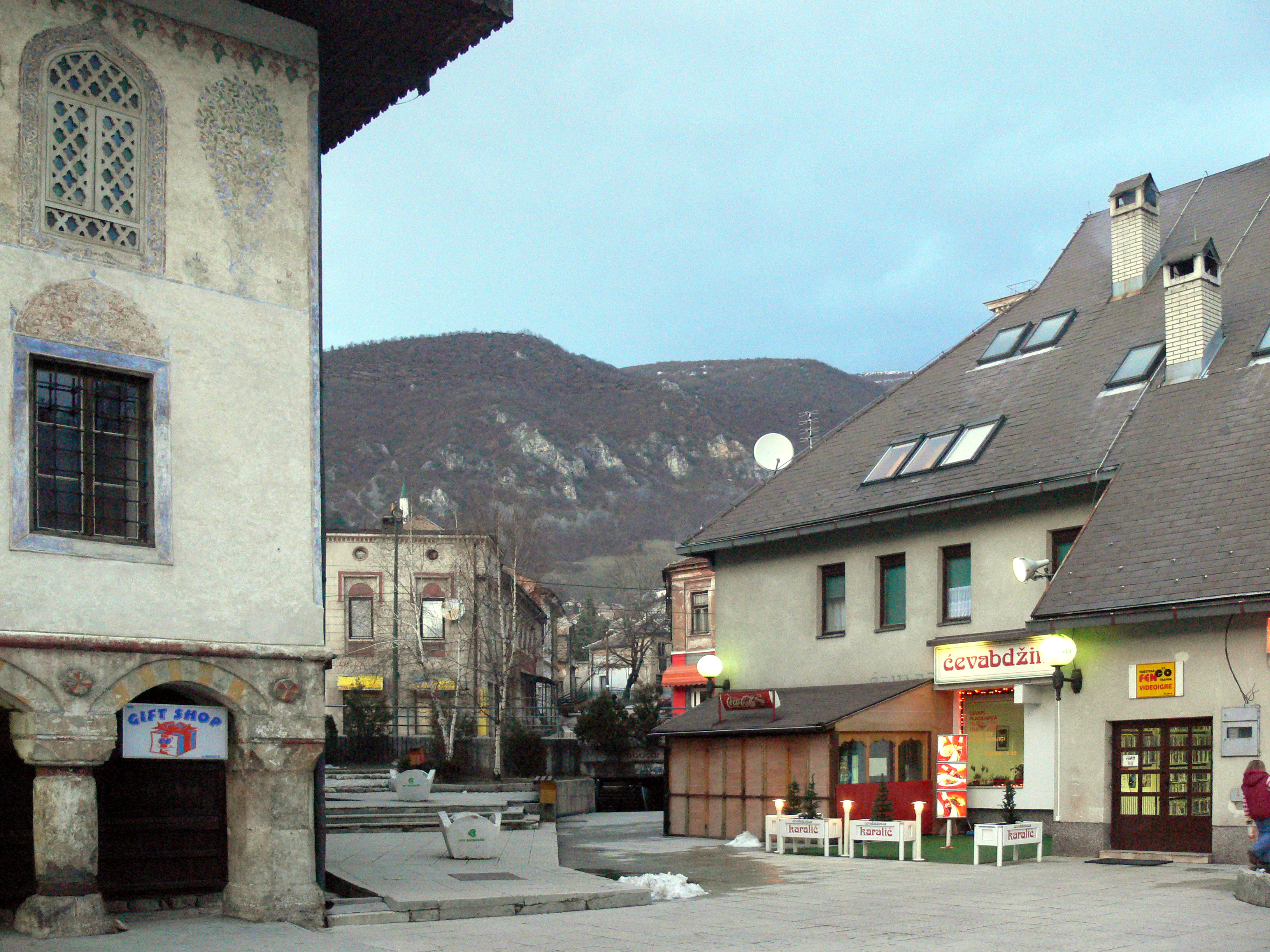
Centro